# Рымнику-Вылча
Ры́мнику-Вы́лча (рум. Râmnicu Vâlcea) — город в Румынии, в регионе Валахия, административный центр жудеца Вылча.

## География
Город расположен в юго-центральной части Румынии, через него протекает река Олт. 

## История

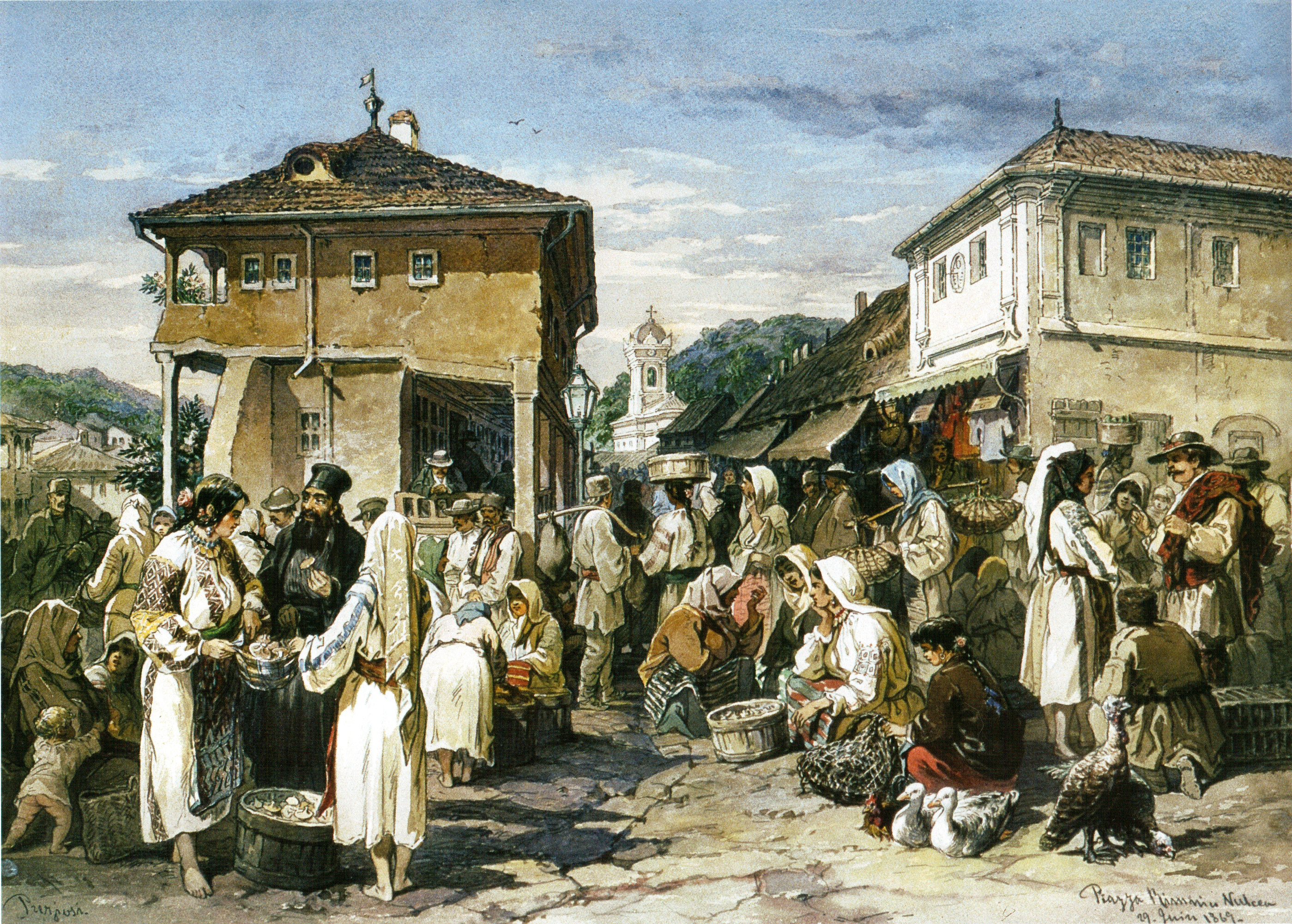
Рынок в Рымнику-Вылче, 1869 год, акварель Амедео Прециози

Данный район был заселён во времена Дакии и Римской империи, когда здесь был расположен военный лагерь (каструм). Новая крепость была построена в средние века.
Впервые упоминается как «княжеский город Рымник» во времена правления валахского господаря Мирчи I Старого. Появление современного герба относится к 1505 году. Местная крепость Четецуя служила резиденцией банов, затем — православных епископов. В 1543 году здесь был убит бывший господарь Валахии Раду V Афумати.
Впоследствии город стал важным культурным центром, здесь была построена первая на территории современной Румынии бумажная фабрика и типография.
В 1980 году город был перестроен в стиле сочетания социалистического реализма и местной архитектуры.
11 августа 1999 года здесь наблюдалось полное солнечное затмение, которое длилось 2 минуты 23 секунды[значимость факта?].

## Население
Население — 92,5 тысяч жителей (2011).

## Известные уроженцы и жители
- Ботеску, Хараламби (1874—1917) — румынский медик, врач. Национальный герой Румынии.
- Манолеску, Николае (род. 1939) — румынский литературный критик, прозаик, редактор. Президент Союза писателей Румынии (с 2005). Доктор философии. Член Румынской академии. Политик. Дипломат, посол Румынии в ЮНЕСКО (2006).
- Рэдулеску, Дем (1931—2000) — румынский актёр. Почётный гражданин города Рымнику-Вылча.